# إينيا ميهاج
إينيا ميهاج (بالألبانية: Enea Mihaj‏) (5 يوليو 1998 بأغرينيو في اليونان - ) هو لاعب كرة قدم ألباني في مركز الدفاع.

## وصلات خارجية
- إينيا ميهاج على موقع الاتحاد الأوربي (الإنجليزية)
- إينيا ميهاج على موقع قاعدة بيانات كرة القدم.إي يو (الإنجليزية)
- إينيا ميهاج على موقع ناشيونال فوتبول تيمز (الإنجليزية)
- إينيا ميهاج على موقع Soccerway.com (الإنجليزية)
- إينيا ميهاج على موقع عالم كرة القدم.نت (الإنجليزية)